# B・C・G
B・C・G（ビー・シー・ジー）とは、1986年に日本テレビ系で放送されたお笑いバラエティ番組『ごきげん月曜7時半』の中で結成された女性アイドルグループである。
本項では前身グループ「美少女倶楽部」についても扱う。

## 概要
- 元々は「美少女倶楽部」として、1985年に結成された（連動企画として男性版の「美少年倶楽部」も翌1986年にデビュー）。 1985年10月5日にコンピレーション・アルバム『美少女』をリリースした。
- 1986年、石田みゆき・榎本貴美江・林優子に代わり、後に清原和博の妻となる木村亜希・菊池久美・岡村亜矢子が入り、新グループ「B・C・G」に改名（「美少女か・ら・ふ・るギャング」の頭文字をとったもの）。 そして同年2月5日に日本テレビ『ごきげん月曜7時半』のエンディング・テーマ『いつも両親からイレられる200のCheck』でレコードデビューした。 しかし、同年9月22日の番組終了と共にグループは自然消滅となった。
- 木村亜希と同じセブンティーンクラブのメンバーだった工藤静香もこのグループのオーディションに参加していたが、落選している[1]。

## メンバー
美少女倶楽部時代
- 斉藤史奈
- 石田みゆき
- 古本雅子
- 井上明美
- 阿部輝美
- 榎本貴美江
- 丸山恵
- 大羽由紀
- 比嘉ひとみ
- 林優子

B・C・G時代
- 斉藤史奈
- 古本雅子
- 井上明美
- 阿部輝美
- 丸山恵
- 大羽由紀
- 比嘉ひとみ
- 木村亜希 （新メンバー）
- 菊池久美 （新メンバー）
- 岡村亜矢子 （新メンバー）

## ディスコグラフィ

### シングル
- いつも両親からイレられる200のCheck （1986年2月5日） 「B・C・G」名義

### アルバム
- 美少女 （1985年10月5日） 「美少女倶楽部」名義